# NGC 1679
NGC 1679 é uma galáxia espiral barrada (SBm) localizada na direcção da constelação de Caelum. Possui uma declinação de -31° 58' 02" e uma ascensão recta de 4 horas, 49 minutos e 55,5 segundos.
A galáxia NGC 1679 foi descoberta em 18 de Novembro de 1835 por John Herschel.